# Helme
Die Helme ist ein gut 81 km langer, linker und nördlicher Zufluss der Unstrut. Die oberen 40 km und untersten 6 km des Flusslaufs liegen in Thüringen, die übrigen 35 km im thüringisch geprägten Teil Sachsen-Anhalts. Der obere Teil des von der Mündung am weitesten entfernten Zuflusses, die Steina-Ichte mit ihrer Quelle am Westhang des Stöberhais, befindet sich in Niedersachsen, ebenso die oberen Teile der Zuflüsse Wieda und Zorge. Die Helme entwässert den südlichen Harz, die Goldene Aue, den Osthang des Silkeröder Hügellandes und den Nordhang der Höhenzüge von Windleite und Kyffhäuser. Bundesweit bekannt wurde der Fluss durch – infolge des Weihnachtshochwassers 2023/2024 – ganz oder teilweise überflutete Ortschaften, drohende Deichbrüche und die Talsperre Kelbra, welche Gefahr lief überzulaufen.

## Name
Erstmals schriftlich erwähnt wird die Helme im Jahr 976 (Helmana ulterior). Der Name könnte mit dem dänischen Wort haelm für 'still, ruhig' urverwandt sein oder genau gegenteilig mit dem germanischen Wortstamm *helma- für 'schallend'.

## Geographie

### Quellgebiet
Der Fluss entspringt in Thüringen südlich des Harzes im Landkreis Eichsfeld in den Nordausläufern des Ohmgebirges zwischen Weißenborn-Lüderode und Stöckey. Der bekannte „Helmespring“ ist nicht seine oberste Quelle und befindet sich ungefähr 30 Meter südlich des Helmebaches. Dieser wird von drei Quellarmen gebildet, die an der Elbe-Weser-Wasserscheide liegen: einen südwestlichen Arm (vom Konrädchenhai kommend), einen westlichen Arm Die Bucht (vom Heuberg kommend) und dem nordwestlichen Quellarm Schmerbach (vom Brandkopf und Franzenberg kommend).
Den entferntesten Punkt von der Helmemündung (90,3 km) bildet das Quellgebiet des Steinaer Bachs, der auch Steina genannt wird, und im späteren Verlauf Ichte heißt. Dieses Quellgebiet befindet sich zwischen der Südwestflanke des Stöberhais bzw. dem Südhang des Jagdkopfes im Harz an der Elbe-Weser-Wasserscheide 1 km östlich der Odertalsperre. Der Steinaer Bach fließt Richtung Südwesten durch das Steinatal, biegt langsam nach Süden, durchquert den Ort Steina, verläuft dann Richtung Südosten durch den Ort Nüxei, ändert ab der Einmündung des Hellegrundbachs seinen Namen in Ichte, überquert die ehemalige Innerdeutsche Grenze, fließt südlich direkt an der Ortslage von Mackenrode vorbei und vereinigt sich nordöstlich der Ortslage von Pützlingen mit der Helme. Der mittlere Bachlauf versickert in den Sommermonaten oft im karstigen Untergrund der Südharzregion und führt erst wieder ab Mackenrode Wasser.

### Verlauf
Bereits in Stöckey münden drei kleine Bäche in die Helme, unter anderem die Pinte und der Rinnebach. Die Helme fließt weiter ostwärts über die Gemeinde Schiedungen, wo sie den Speicher Schiedungen speist und dann durch Pützlingen, wo sie sich mit der Ichte vereint, dem eigentlichen Hauptstrom. Dann führt sie südlich an Günzerode sowie Kleinwechsungen vorbei und durchströmt Hesserode, dreht am südlichen Stadtrand von Nordhausen in Richtung Südosten und fließt durch Sundhausen und Uthleben weiter nach Heringen. Nordöstlich von Heringen nimmt die Helme das Wasser der aus dem Harz kommenden Zorge auf. Nun fließt sie durch den Weiler Aumühle, welcher zwischen den beiden Dörfern Görsbach und Auleben liegt. In Aumühle zweigt der nördliche Umlaufgraben um den Kelbraer Stausee zur weiter abwärtsfließenden Thyra ab, während der Hauptstrom nach etwa 2,7 km das Einlaufbauwerk des Stausees nordwestlich des Kyffhäuser-Gebirges passiert und bespeist. Zu gleichem Stausee gehört auch das sich oberhalb (westlich) anschließende Hochwasserrückhaltebecken, welches sich bis zur Straße Aumühle-Auleben hin erstreckt. Nach dem Auslaufbauwerk des Stausees – nun in Sachsen-Anhalt – kommt von Norden aus dem Harz der wichtige Nebenfluss Thyra mit dem Helmewasser vom nördlichen Umlaufgraben zur Helme. Weiter ostwärts fließt die Helme über Kelbra, Roßla, Bennungen, Hohlstedt, zwischen Wallhausen und Brücken, dann durch Martinsrieth, zwischen Oberröblingen und Edersleben, bis Katharinenrieth, wonach sie nach Süden abschwenkt und wieder Thüringen erreicht, dann durch Mönchpfiffel-Nikolausrieth und Heygendorf, bis sie zwischen Ritteburg und Kalbsrieth südöstlich von Artern in die Unstrut mündet. Ab Brücken ist sie durch Kanäle mit der Kleinen Helme (Gewässerzahl 5647-6) untrennbar miteinander verbunden, welche zwischen Artern und Ritteburg die Unstrut erreicht. Früher war dieses Gebiet, also die gesamte untere Goldene Aue, ein See, welcher sich im Laufe der Geschichte zu einem Sumpfgebiet entwickelte und dann im Mittelalter trockengelegt wurde.

### Gewässergüte der Helme
Die Helme wird im gesamten Flussverlauf von den Zuständigen Landesämtern in Thüringen und Sachsen-Anhalt als mäßig belastet (Gewässergüteklasse II) eingestuft. Hauptverschmutzungsursachen sind die Landwirtschaft, sowohl Düngemittel als auch Pflanzenschutzmittelreste. Viele Ortschaften haben in den vergangenen Jahren entsprechende zentrale Abwasserbehandlungsanlagen erhalten. Einige Dörfer an kleinen Zuflüssen der oberen Helme reinigen ihr Abwasser noch mit veralteten Kleinkläranlagen ohne biologische Reinigungsstufe. Das dadurch unzureichend gereinigte Abwasser trägt zu einem Nährstoffüberschuss bei. Bis in das Jahr 2030 sollen beispielsweise alle Ortsteile der Gemeinden Hohenstein und Werther zentral an Kläranlagen angeschlossen werden. Seit 2020 liefen Kanalbauarbeiten z. B. in Kleinwechsungen und Hochstedt. Beide Orte leiten ihre Abwässer seither in das Nordhäuser Klärwerk ein.

## Bilder
Die Bilder sind flussabwärts geordnet.

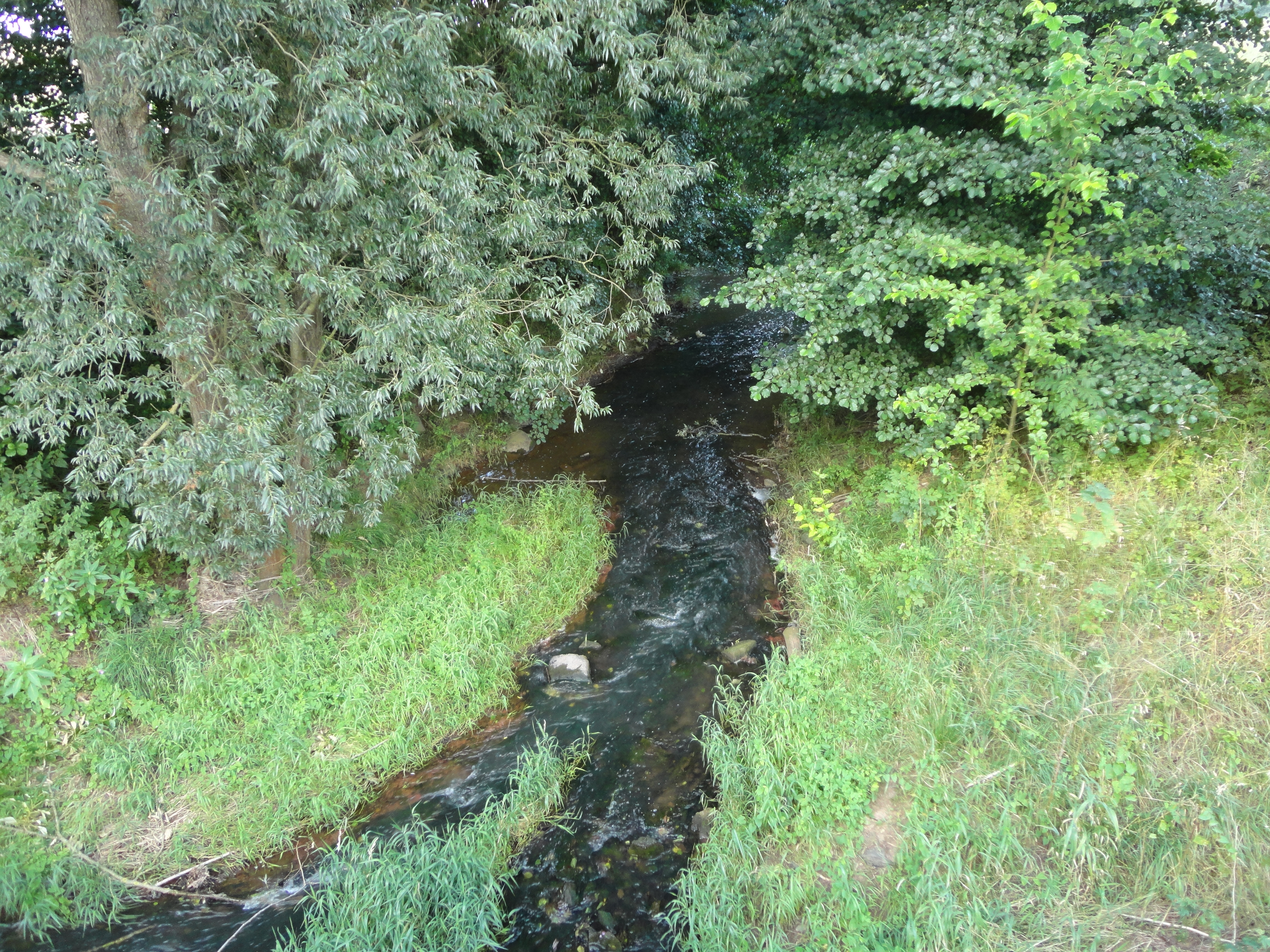
Helme bei Pützlingen
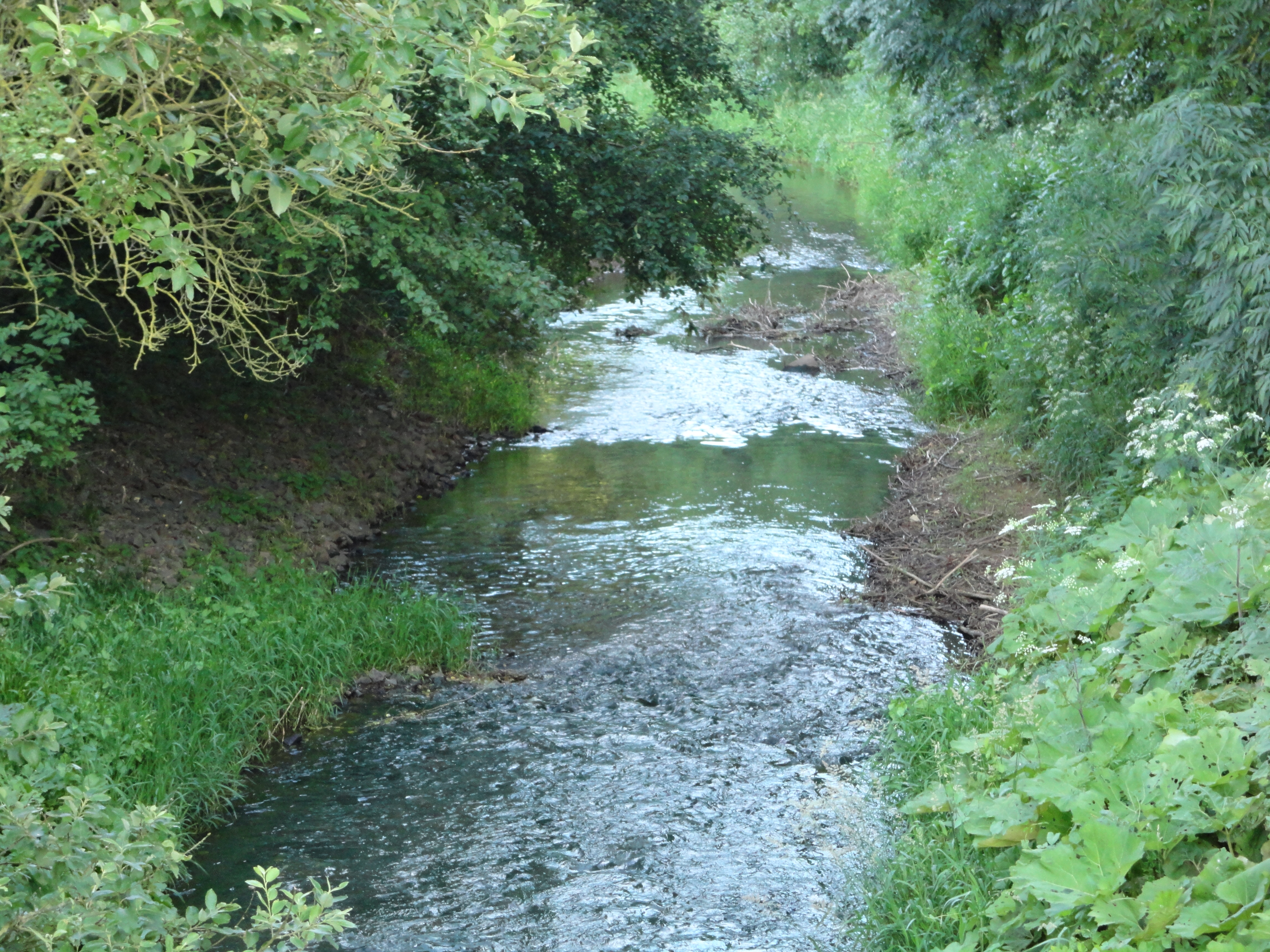
Die Helme in Kleinwechsungen
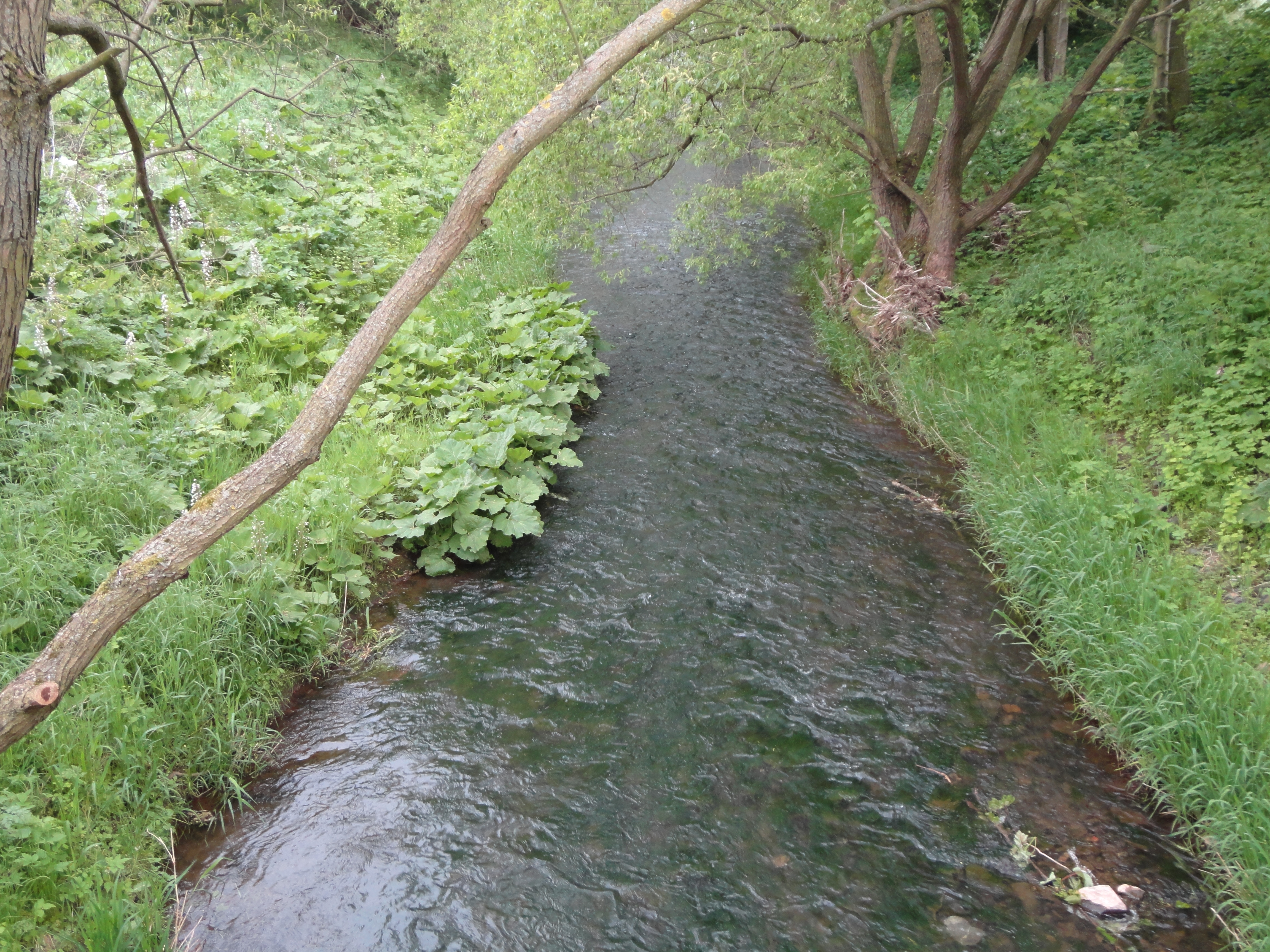
Helme in Hesserode
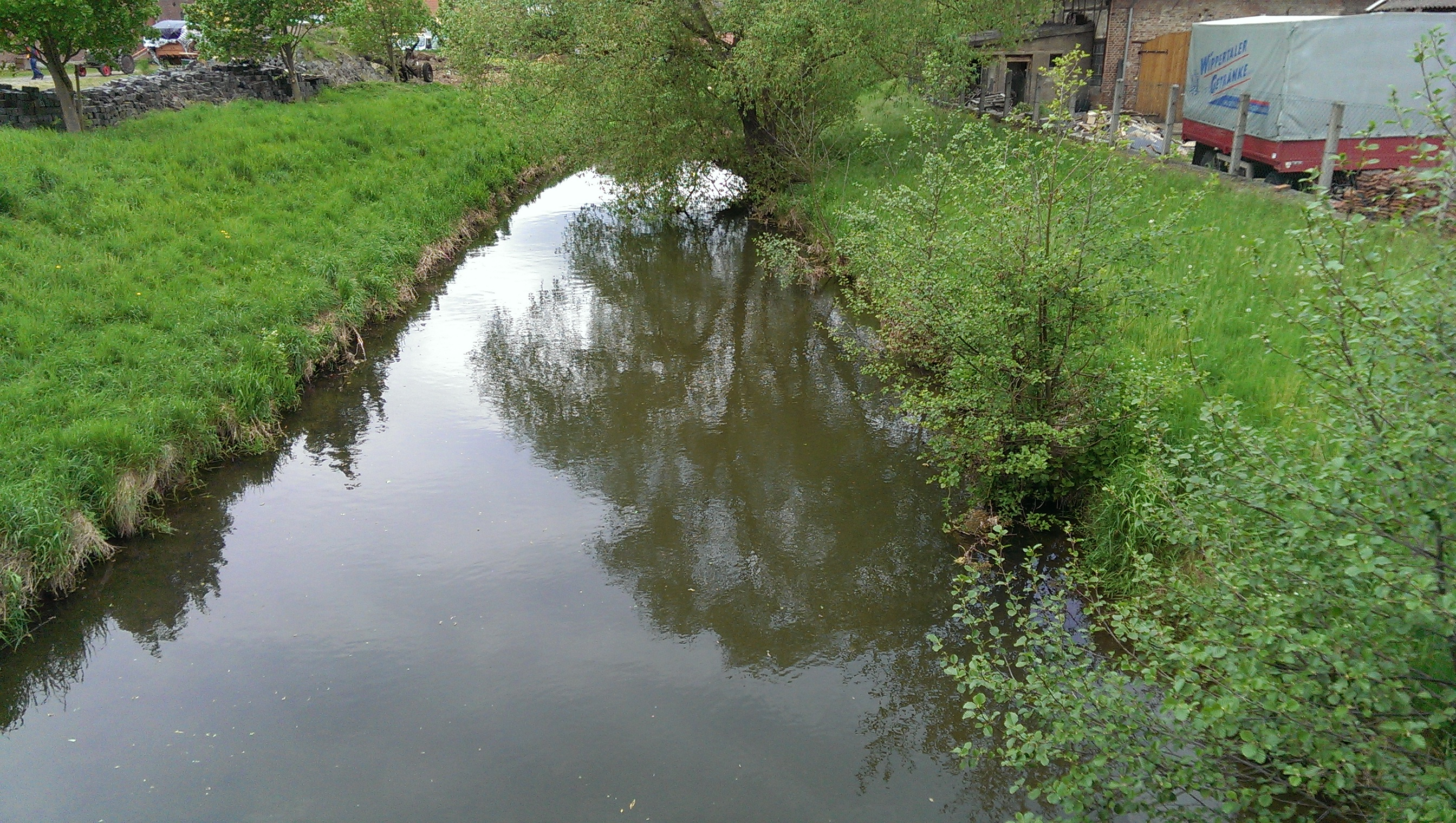
Die Helme in Heringen
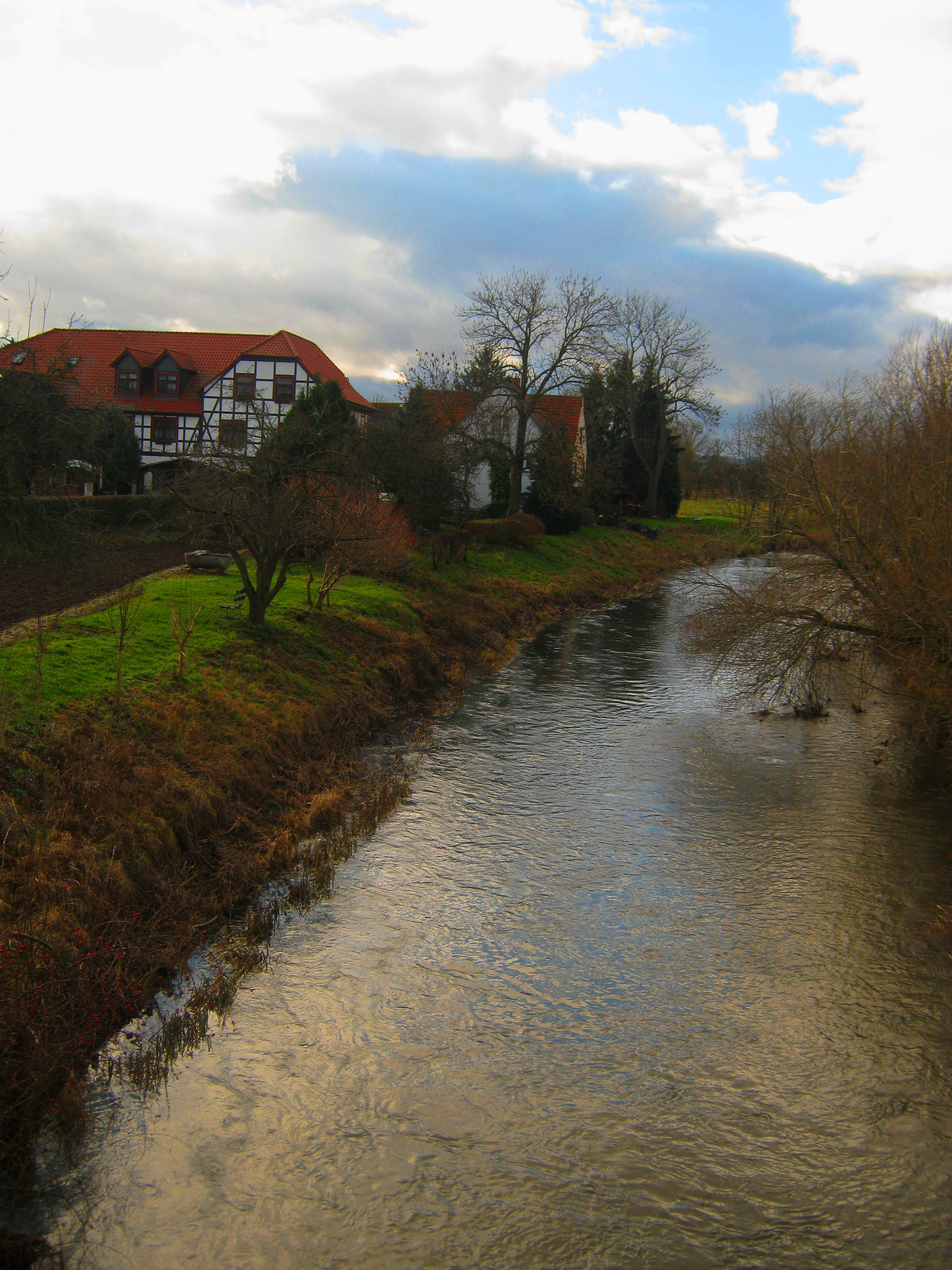
Die Helme mit der Weidenmühle bei Kelbra
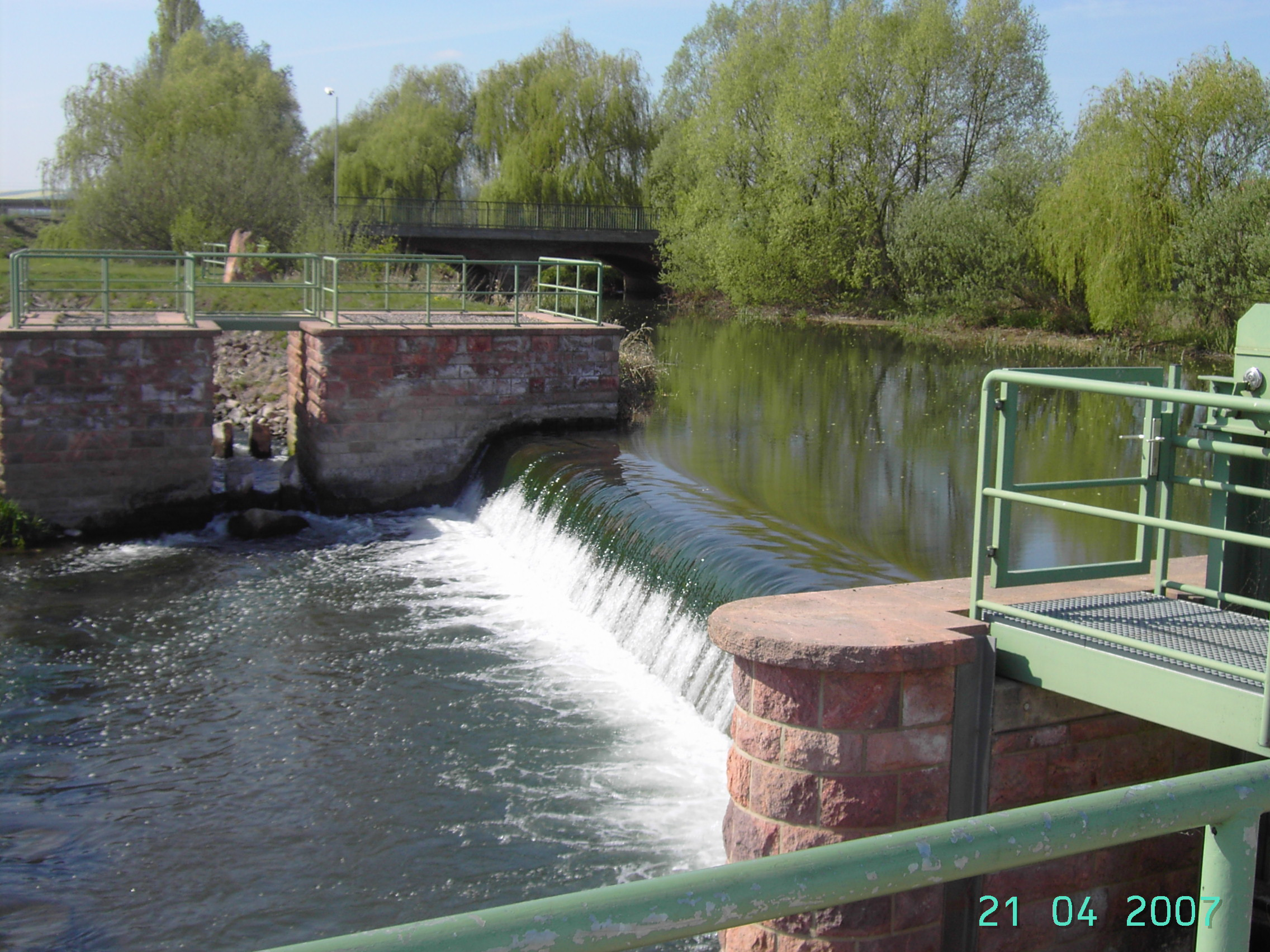
Wehr in Oberröblingen
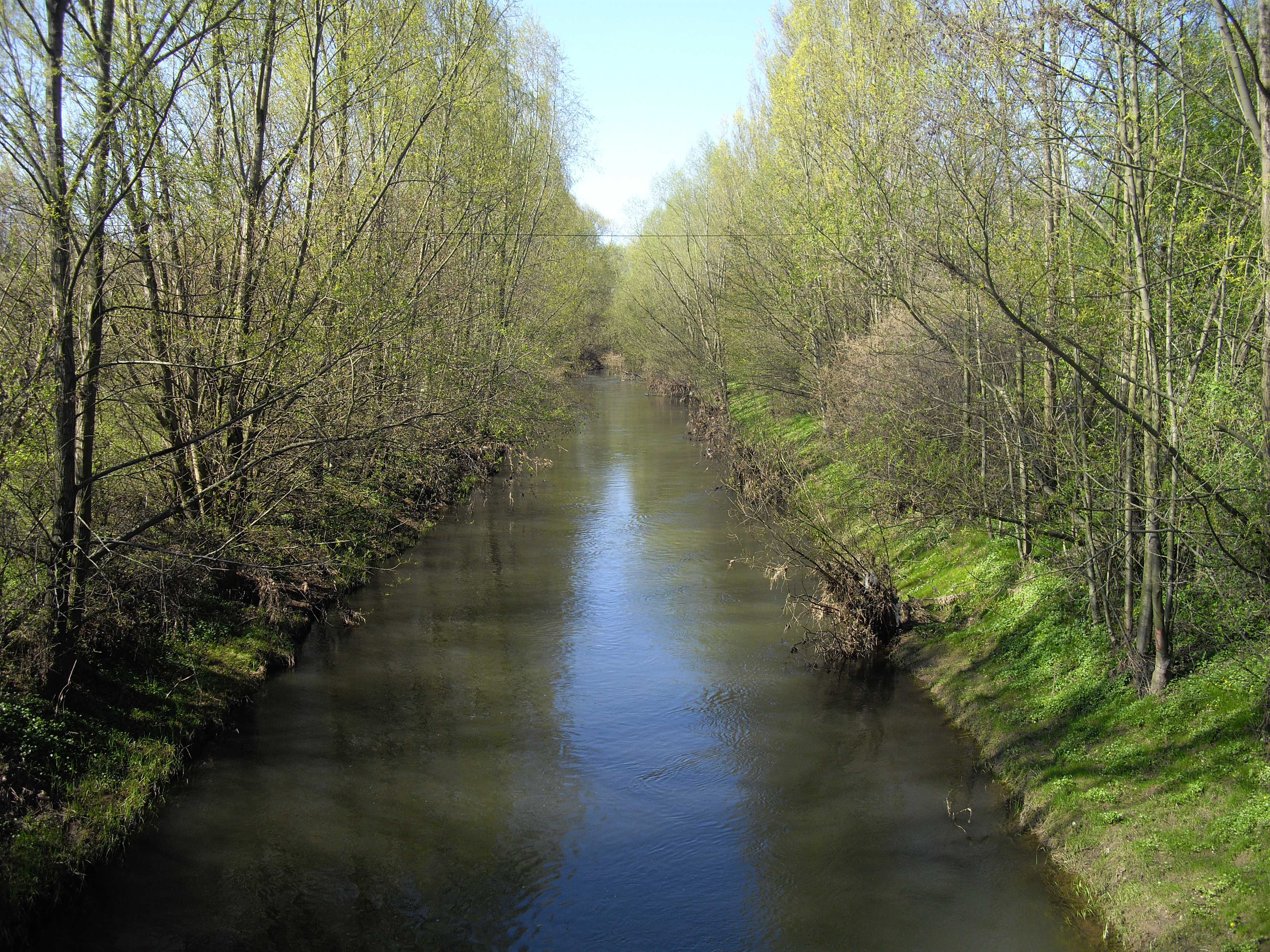
Die Helme bei Katharinenrieth

## Zuflüsse
Wie aus der nachfolgenden Liste zu ersehen, ergeben die Zorge mit Oberlauf (Großer) Wolfsbach und die Ichte mit Oberlauf Steinaer Bach Fließwege bis zur Mündung in die Unstrut, die länger sind als der von den Quellen der Helme selber.

### Wichtige Stellen und Zuflüsse, stromaufwärts mit Stationierung
- Abstände in Kilometern – IV von der Helmemündung, V von einer Mündung in die Helme (I wäre die Elbmündung, II die Saalemündung, III die Mündung der Unstrut)
- Vor den Namen stehen Gewässerkennzahlen, hinter den Namen Gewässerlängen
- Zuflüsse eines Zuflusses stehen eingerückt unter diesem.

IV: 5,64 links: 56488 Rohne
IV: 16,32 links: 56486 Gonna (bei Sangerhausen)
IV: 27,06 u. Hauptmündung 27,84 links: 564856 Leine
IV: 36,9 links: 56484 Thyra ← Lude 25,4 km
    V: 20,06 links: Große Wilde ← Schmale Lude, 3,84 km, Quelle–IV: 23,9 km
        VI: 0,03 (= V: 20,09) links: Sprachenbach, 2,55 km, Quelle–IV: 22,64 km
    V: 21,9 rechts: Klippenwasser, 4,44 km, Quelle–IV: 26,34 km
IV: 36,98 bis 39,36 (Seeachsen) bzw. bis 39,07 (gerade Linie) Talsperre Kelbra
IV: 45,26 links: 56482 Zorge ← Wolfsbach ← Großer Wolfsbach, 39,62 km, Quelle–IV: 84,88 km
    V: 0,33 links: 548292 Krummbach
    V: 16,82 links: 54824 Bere
    V: 18,05 rechts: 54822 Wieda
IV: 51,4 rechts: 564818 Riedgraben (Bach aus Steinbrücken)
IV: 56,71 links: 5648176 Salza
IV: 60,3 links: 5648174 Herreder Bach
IV: 61,07 rechts: 5648172 Röstegraben
IV: 63,18 rechts 564816 Haferbach
IV: 68,0 links: 564812 Ichte ← Steinaer Bach, 22,3 km, Quelle–IV: 90,3 km
    V: 9,05 rechts: Hellegrundbach, 1,95 km
IV: 70,2 rechts: 5648134 Bliedebach
IV: 70,9 links: 5648132 Sete
IV: 71,28 Speicher Schiedungen mit Umfluter
IV: 72,3 rechts in den als Hauptlauf klassifizierten Umfluter: 564812 Ohe
IV: 76,68 rechts Rinnebach
IV: 78,7 rechts: Helmspring (30 m bis zur vorbeifließenden Helme)
IV: 81,2 Beginn der Helme in einem feuchten Grund

### Stromabwärts, nach Seite gruppiert
| Linke Zuflüsse | Rechte Zuflüsse                                                                                               |
| | |
| - Die Bucht - Pinte - Sete - Ichte - Steinbach - Hochstedter Bach - Ostergraben - Herreder Bach - Salza - Zorge - Urbach - Lohbach - Thyra - Niefe - Leine - Gonna - Rohne | - Rinnebach - Ohe - Bliedebach - Haferbach - Röstegraben - Riedgraben - Goldbornbach - Flutgraben - Solgraben |

## Einzugsgebiet der Helme

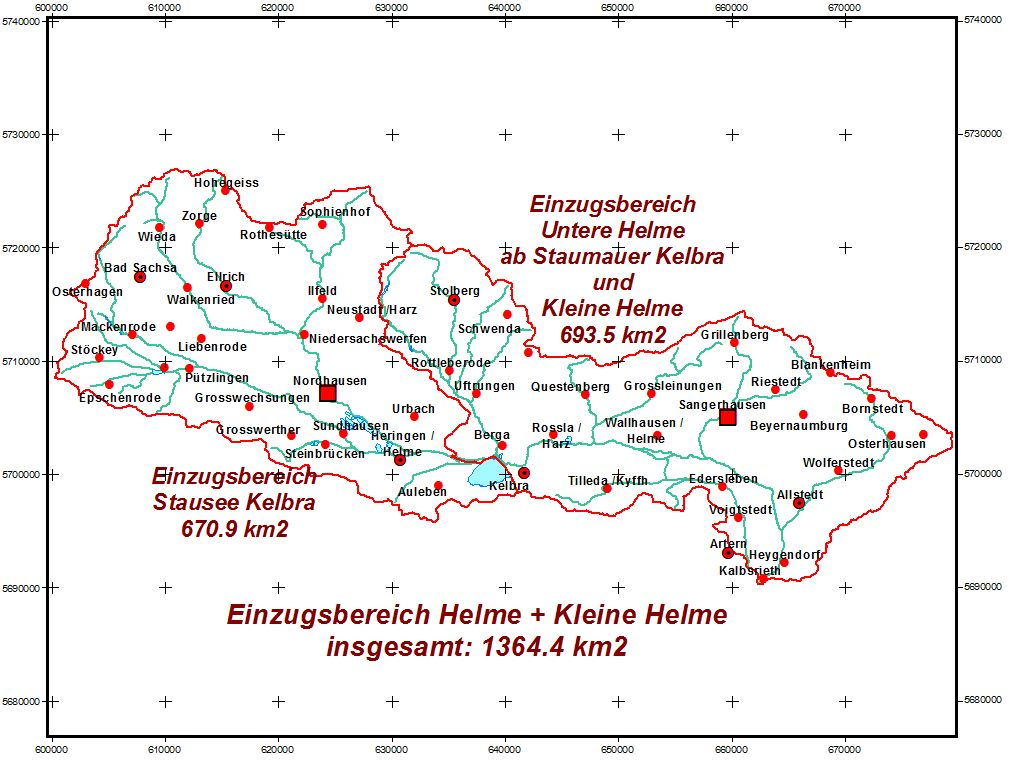
Das Einzugsgebiet der Helme

Die Helme (Gewässerkennzahl: 5648) entwässert ein Einzugsgebiet von 1318,1 km², die kleine Helme (5647.6) eines von 51,1 km², Wobei unterhalb (östlich) der Straße Hackpfüffel-Brücken beide Einzugsbereiche miteinander verschmelzen, da sie durch mehrere Gräben miteinander verbunden sind. Bilden daher ein gemeinsames Einzugsgebiet mit zwei Ausläufen in die Unstrut und haben somit eine Gesamtfläche von 1369,2 km². Das gesamte Einzugsgebiet zieht sich an der Südflanke des Harzes von West-Nord-West Richtung Ost-Süd-Ost, bildet den nördlichsten Teil des Unstrut-Einzugsbereiches (564), welche wiederum ein Teileinzugsbereich der Saale (56), und diese der Elbe (5) darstellt.
Der höchste Punkt des Einzugsgebietes bildet der Stöberhai auf der nordwestlichen Wasserscheide mit einer Höhe von etwa 720 m NHN; der tiefste Punkt befindet sich an der Helmemündung in die Unstrut bei Kalbsrieth im äußersten Südosten.
Der nördliche Teil des Einzugsgebiets der Helme ist in etwa mit dem geografischen Südharz identisch, südlich davon schließt sich der vorgelagerte Südharzer Zechsteingürtel an. Die Mitte des Einzugsgebietes bildet die dicht besiedelte Goldene Aue; während der Süden durch unterschiedliche kleinere Höhenzüge gebildet wird: Im Westen zwischen ist es der Osthang des Silkeröder Hügelland, im Südwesten ein Teil des Nordthüringer Hügellandes, mit dem nördlichen Abschnitt des Forstes bei Königsthal, dem Fronderöder Hölzchen und des Butterberges im Waldgebiet Tiefenbach zwischen Mörbach und Großwerther. Der mittlere Süden des Einzugsbereiches wird vom Nordhang der Windleite, den Numburger Bergen und des Kyffhäusergebirge gebildet. Der Süd-Süd-Osten umfasst den Nord und Osthang des Hutdeckels und Weinberges bei Artern. Das Helme-Einzugsgebiet wird im äußersten Westen von der Elbe-Weser-Wasserscheide begrenzt: im Harz zwischen dem Stöberhai und Osterhagen, dann quer durch die Ortslage Osterhagen, durch den Mackenröder Wald und den östlichen Kuppen des Silkeroder Hügelland westlich von Limlingerode, Stöckey und Epschenrode. Der äußersten Osten des Helme-Einzugsgebiets wird vom Südwesthang des Hornburger Sattel und der Höhen nordöstlich der Ortschaften von Bornstedt und Sittichenbach und den Nord- und Westhang des Ziegelrodaer Forst gebildet. Die Orte Osterhagen (im Nordwesten) und Blankenheim (im Nordosten) liegen direkt auf der Wasserscheide. Der östlichste Punkt befindet sich zwischen Rothenschirmbach (innerhalb) und Hornburg (bereits außerhalb des Einzugsgebiets), beide südlich Eislebens gelegen. Dieser Pass wird auch Hornburger Sattel genannt.

### Bodennutzung im Einzugsgebiet
Die Ränder des Einzugsgebietes sind waldreichː Im Norden mit dem Südharz und dem anschließenden Zechsteingürtel, im Westen mit dem Silkeröder Hügelland, im Südwesten mit dem Nordthüringer Hügellandes, im  Süden mit den Nordhängen von Windleite und Kyffhäuser, im Osten mit dem Hornburger Sattel und Ziegelrodaer Forst. Der zentrale Teil wird von der Goldenen Aue bestimmt, welche vollständig waldfrei ist, relativ dicht besiedelt mit zahlreichen kleineren Ortschaften und den Kreisstädten Nordhausen und Sangerhausen. Offene Flächen werden von Ackerbau, Wiesen und Feuchtgebieten genutzt. Auch gibt es zahlreiche Seenː Hier befindet sich der Speicher Schiedungen, die Talsperre Kelbra mit dem Ramsar-Schutzgebiet 176 und zahlreiche Kiesbänke und deren renaturierten und touristisch genutzten Baggerseen.
Landwirtschaftlich genutzte Hänge und somit Bodenerosions – Problemgebiete gibt es in spezifischen Flächen in den Übergangsgebieten zwischen dem Tiefland der Goldenen Aue und den Hängen der umliegenden bewaldeten Höhenː dem Zechsteingürtel, dem Silkeröder Hügelland, Nordthüringer Hügelland, Windleite, Kyffhäuser, Hutdeckel bei Edersleben, Weinberg bei Artern,  Hornburger Sattel und Ziegelrodaer Forst, ebenso wie in der Mitte der Goldenen Aue befindlichen Hügellandes des Brückener Hölzchens (Brücksche Heide). In all diesen hügeligen Übergangsgebieten um die Goldene Aue herum gibt es auch zahlreiche Streuobstwiesen.

### Geschichtliches
Etwa 3/4 des Einzugsgebiets der Helme sind identisch mit dem alten thüringischen Helmegau (westlich des Sachsgrabens, welcher zwischen Wallhausen und Sangerhausen gelegen ist) und das untere östliche Viertel ist in etwa identisch mit dem historischen sächsischen Gau das Friesenfeld (östlich des Sachsgrabens). Wallhausen befindet sich im Helmegau und Sangerhausen im Friesenfeld; beide Gaue zusammen bilden in etwa das Einzugsgebiet der Helme.

### Wichtige Ortschaften im Einzugsgebiet
Die wichtigsten Ortschaften sind die Hochschulstadt Nordhausen sowie die Kreisstadt Sangerhausen, die ehemalige Kreisstadt Artern und die Kleinstädte Bad Sachsa, Ellrich, Heringen, Stolberg, Kelbra und Allstedt. Für den Tourismus bedeutende Orte liegen hauptsächlich im Südharz. Zum Beispiel: die  Historische Europastadt Stolberg, Steina, Walkenried, Zorge, Wieda, Hohegeiß, Sophienhof, Rothesütte, Ilfeld, Neustadt am Harz, Rodishain, Dietersdorf, Uftrungen, Questenberg, Großleinungen, Morungen oder Grillenberg. Aber auch die im Süden an der Nordflanke von Windleite und Kyffhäuser befindlichen Orte, wie Hamma das Europadorf Auleben, Kelbra mit dem Helme Stausee; und Tilleda mit der Reichsburg Kyffhausen und seiner Kaiserpfalz.

### Dialekte im Helme-Einzugsgebiet
Im gesamten Helme-Einzugsgebiet wird Nordthüringisch gesprochen, östlich von Sangerhausen und Allstedt (im ehemaligen Friesenfeld) auch Nordostthüringisch. Die Wasserscheide im Norden (über dem Harz) und im Westen (über das Silkeröder Hügelland) ist gleichzeitig auch die Nordgrenze der Mitteldeutschen Dialekte, hier dem Thüringischen. Dahinter wird Ostfälisch gesprochen.

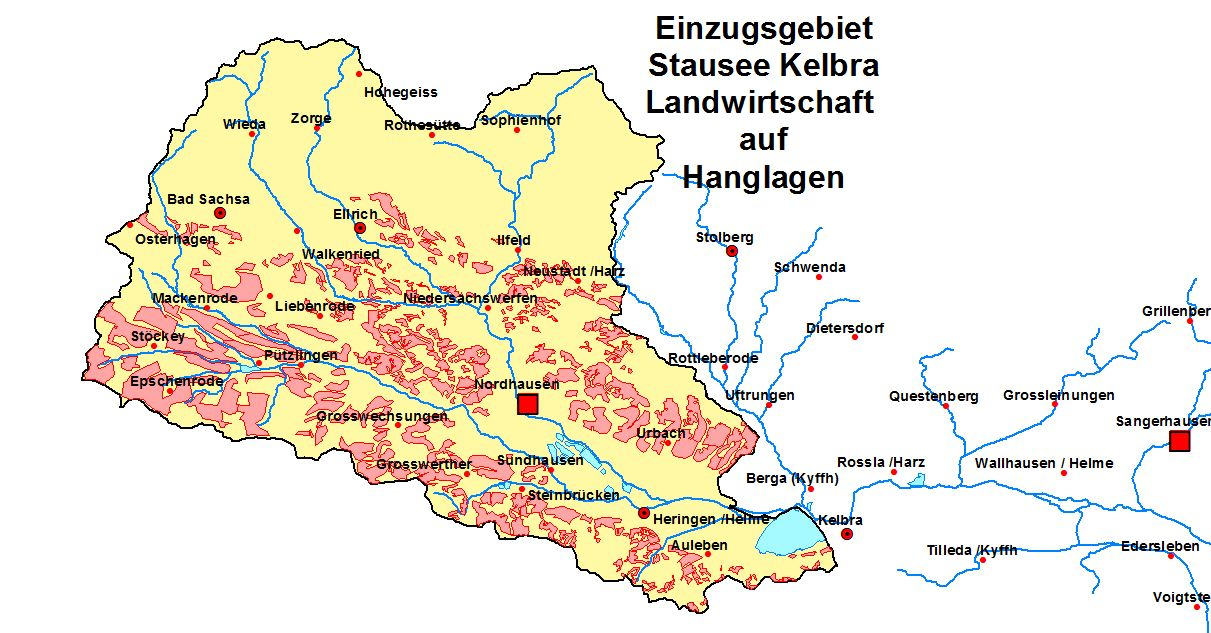
Erosionsgefährdete Flächen (rot) im oberen und mittleren Einzugsgebiet

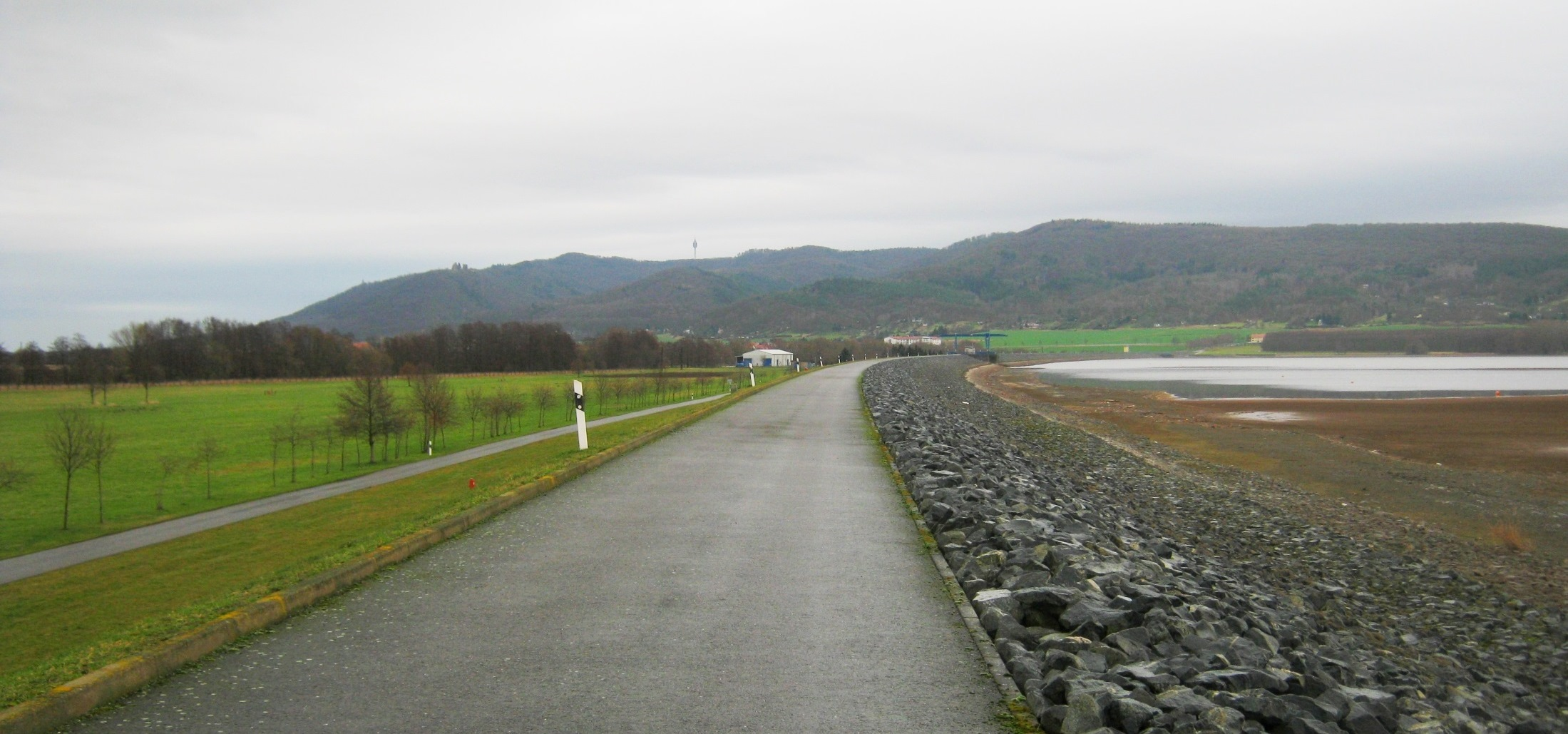
Der Kelbraer Staudamm im Winterstau

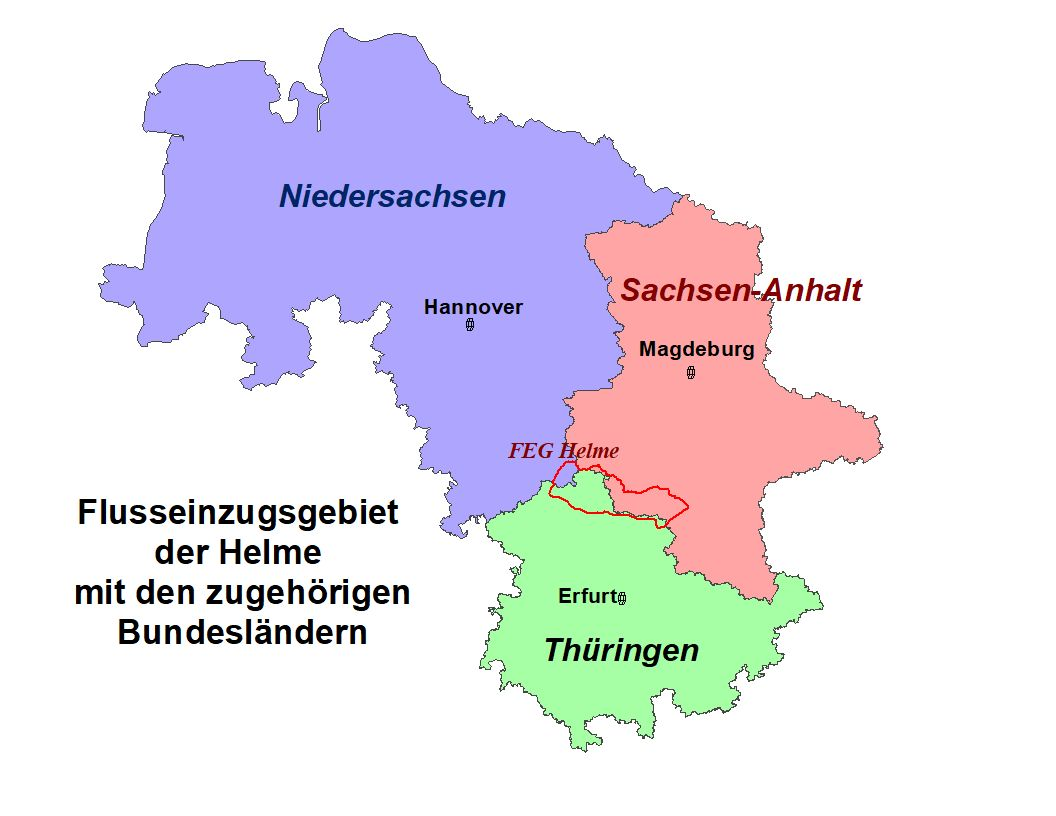
Die Randlage und somit politisch-administrative Zersplitterung des Einzugsgebietes Helme zwischen den Bundesländern Niedersachsen, Thüringen und Sachsen-Anhalt.

### Probleme im Helme-Einzugsgebiet
1. [9] Rückgang der Bevölkerung: starke Talentabwanderung (Brain Drain): In fast sämtlichen Ortschaften ist ein Rückgang der Bevölkerung zu beobachten, selbst die Kreisstädte Nordhausen (48.028 (1994) – 41.791 (2018)), Sangerhausen (33.466 (1984) – 20.178 (2018)) und Artern (7.280 (1989) – 5.418 (2017)) verzeichnen bemerkenswerten Bevölkerungsschwund: Hier erkennt man die hohe Marginalitätsrate der Region. Auf den Dörfern und Kleinstädten des Einzugsgebietes ohne Kreisstadtstatus ist die Bevölkerungsabnahme noch wesentlich stärker. Die Abwanderung betrifft vor allem junge, kreative und gut ausgebildete Menschen.
2. Die zunehmende Degradierung der Böden (Bodenkontamination, Bodenerosion)
3. Ansammlung von Sedimenten in den verschiedenen Gewässern, besonders in Talsperren, Seen, Teichen, aber auch in Flüssen und Kanälen; besonders hier im Speicher Schiedungen und vor allem in der Talsperre Kelbra. Die Talsperre Kelbra wurde 1962–66 errichtet, um die regelmäßigen Frühjahrshochwässer in der dichtbesiedelten unteren Goldenen Aue zu verhindern und einen Wasserspeicher für Dürrejahre im Einzugsgebiet zu haben. Die Speicherkapazität und somit Lebensdauer dieses wichtigen Stausees nimmt rasant ab durch das vom Klimawandel verursachte verstärktes Auftreten von Starkniederschlägen und dem Fehlen von angepassten Bodenschutzmaßnahmen im oberen Einzugsgebiet, einschließlich dem Fehlen der entsprechenden Infrastruktur des Einzugsgebietsmanagements, um diesen Prozess aufhalten zu können.
4. Es gibt kein multidisziplinäres Management von Wassereinzugsgebieten in Deutschland: Die Verwaltung der Naturressourcen verläuft aktuell nach politischen Grenzen (Bundesländer) statt nach natürlichen Einzugsgebieten, und verletzt somit die von der Europäischen Union vorgegebene Wasserrahmenrichtlinie 2000/60/EG geforderte Verwaltung nach natürlichen Flusseinzugsgebieten Die Helme ist politisch in 4 Teile auf 3 Bundesländer aufgeteilt worden: Niedersachsen (127,618 km² = 9,35 %), Thüringen (598,684 km² = 43,88 %) und Sachsen-Anhalt (638,166 km² = 46,77 %) und stellt somit ein unbedeutendes und vor allem unvollständiges Randgebiet aller drei Länder dar. Diese wiederum beanspruchen ihre Hoheitsrechte und haben volle Souveränität im Bereich Naturressourcen (Wasser-, Land-, Forstwirtschaft, Naturschutz, Regionalentwicklung). Die natürlichen Vorgänge laufen aber in vernetzter Form innerhalb des Einzugsgebietes ab, und somit ist eine Verwaltung der Naturressourcen nach dieser unabkömmlich. Das hatte man selbst in der DDR eingesehen und 1972 das Ministerium für Umweltschutz und Wasserwirtschaft (MUW) gebildet, dem die seit 1958 bestehenden Wasserwirtschaftsdirektionen unterstellt wurden, welche zentral und nach Flusseinzugsgebieten organisiert wurden und unabhängig von den DDR-Bezirken war. Dieser Prozess war nötig um die Effizienz der Verwaltung der natürlichen Ressourcen zu verbessern. Der gesamte auf DDR-Gebiet befindlichen, ohne den oberen zu Niedersachsen gehörenden Teil des Helmeeinzugsgebietes kam zur WWD (IV) Saale / Werra mit Sitz in Halle.[10] Nach der Wiedervereinigung wurden, diese effizient nach Einzugsbereichen aufgebauten Wasserwirtschaftsdirektionen nicht neu geordnet und auf das gesamte Bundesgebiet ausgeweitet, sondern diese Struktur wurde aufgegeben. Mit der Neugründung der Bundesländer wurden sämtliche wasserwirtschaftlichen Belange auf diese zurückgegeben, die Flusseinzugsgebiete vor allem hier im Mitteldeutschen Raum wieder wie ein „Scherbenhaufen zerstückelt“, welches auch im krassen Widerspruch zur Europäischen Wasserrahmenrichtlinie 2000/60/EG steht.

Ähnliches gilt auch für das einst flächendeckende Meliorationswesen, welches zwar auch nach politischen Grenzen ausgerichtet war, aber flächendeckend agierte, sozusagen als Dienstleister für die Landwirtschaft. Unzureichend war bei den Meliorationskombinaten und -genossenschaften, dass man sich dabei nur auf Bewässerungs- und Entwässerungssysteme und dem Wirtschaftswegebau fixierte, aber den langfristigen Bodenschutz und die vielseitigen Wechselwirkungen zwischen Landwirtschaft und ökologischer Diversität unterschätzte. Diese hätte man eigentlich gemeinsam mit der Wasserwirtschaft nach natürlichen Einzugsgebieten verwalten, und auf das gesamte Bundesgebiet ausweiten können. Die Hoheitsrechte für sämtliche Naturressourcen bekamen die Neuen Bundesländer, so auch die Wasserwirtschaft, wobei das Meliorationswesen (Bodenverbesserung, Bodenschutz) vollständig abgeschafft wurde, statt dieses System zu verbessern und zu bereichern und verwaltungsmäßig mit der Land-, Forst- und Wasserwirtschaft zu verschmelzen. Es wurde ein System der Wasser- und Bodenverbände eingeführt, welches einseitig die Interessengruppe der Landeigentümer vertritt, alle anderen Interessengruppen ausschließt und außerdem nicht flächendeckend ist, in weiten Gebieten gar nicht existiert und weitgehend ohne fachlich qualifizierte Assistenz abläuft. Hauptaufgaben sind Be- und Entwässerung von Landwirtschaftsflächen, aber auch Flussregulierung und Hochwasserschutz sind eingeschlossen. Örtliche Arbeiten auf der Basis des freiwilligen Zusammenschlusses einzelner Landeigentümer werden aber durch das Wasserverbandsgesetz reguliert. Ihre Anwesenheit im Helme-Einzugsgebiet ist nicht belegt, und es gibt bundesweit kein Register. Es ist außerdem anzunehmen, dass die Landeigentümer in weiten Teilen des ehemaligen DDR-Gebietes keine Landwirte sind.
Eine flächendeckende an der Gesellschaft insgesamt orientierte technische Assistenz für die Landwirte im Bezug auf der Anwendung von Pflanzenschutzmittel und der Durchführung von effizienten den klimatischen Umständen angepassten Bodenschutzmaßnahmen, einschließlich Wasserspeicherungsstrategien und deren Kontrolle, um eine flächendeckend nachhaltige Landwirtschaft im gesamten Einzugsbereich zu gewährleisten, sind nicht bekannt.

## Flusslandschaft der Jahre 2012/13
Von den Naturfreunden Deutschlands wurde die Helme für den Aktionszeitraum 2012/2013 zur „Flusslandschaft des Jahres“ ausgerufen.